# Deng Xiaoping
Deng Xiaoping (22. kolovoza 1904. – 19. veljače 1997.), je bio kineski političar, reformator i lider komunističke partije NR Kine.

## Životopis
Deng Xiaoping se rodio kao Deng Šišian u selu provincije Sečuan 1904. godine. Nakon završene pripremne škole, sa 16 godina ide u Francusku, gdje radi niz poslova, a zarađuje jedva dovoljno da preživi. U Kinu se vraća 1927. godine. Borio se protiv Japanaca, veteran je Dugog marša, jedan od najistaknutijih Maovih suradnika, koji se znao suprotstaviti nekim od radikalnih Maovih ideja. Stvorio je socijalizam s kineskim karakteristikama. Godine 1978. Deng poduzima prve dalekosežne korake prema ekonomskoj liberalizaciji u zemlji pod komunističkom vlašću - umjesto centralnog planiranja pokušao je mobilizirati tržišni socijalizam ne bi li na taj način osnažio kinesku državu. To je napravio pod utjecajem plimnog vala rastućeg bogatstva Japana, Tajvana, Hong Konga, Singapura i Južne Koreje.
Doprinosi kineskom rastućem gospodarstvu reformatorskim idejama: "Put koji je Deng odredio preobrazit će Kinu u roku od dva desetljeća od ekonomske zabiti u otvoreno središte kapitalističkog dinamizma sa stalnom stopom rasta bez presedana u ljudskoj povijesti." Ženio se tri puta i ima petero djece. Jedan od žrtava koje je odnijela "Kulturna revolucija" zbog protivljenja Maou. Stvorio je "Pekinško proljeće". Najveći "hit" mu je ipak slanje vojske na trg Tiananmen 1989. godine, kada je poginulo 7000 studenata (pokolj na Tiananmenskom trgu).
Umro je od infekcije pluća i Parkinsonove bolesti 1997. godine.

## Vanjske poveznice
|  | Zajednički poslužitelj ima stranicu o temi Deng Xiaoping |